# Major League Soccer de 2002

## Conferência leste

### Semi-finais
- Los Angeles Galaxy 2–1 Kansas City Wizards
- Kansas City Wizards 4–1 Los Angeles Galaxy
- Los Angeles Galaxy 5–2 Kansas City Wizards

- New England Revolution 2–0 Chicago Fire
- Chicago Fire 2–1 New England Revolution
- New England Revolution 2–0 Chicago Fire

### Finais
- Los Angeles Galaxy 4–0 Colorado Rapids
- Colorado Rapids 0–1 Los Angeles Galaxy

## Conferência oeste

### Semi-finais
- San Jose Earthquakes 1–2 Columbus Crew
- Columbus Crew 2–1 San Jose Earthquakes

- Dallas Burn 4–2 Colorado Rapids
- Colorado Rapids 1–0 Dallas Burn
- Dallas Burn 1–1 asdet Colorado Rapids

### Finais
- New England Revolution 0–0 Columbus Crew
- Columbus Crew 0–1 New England Revolution
- New England Revolution 2–2 asdet Columbus Crew

## MLS Cup
- New England Revolution 0–1 asdet Los Angeles Galaxy